# Virulenz
In der Epidemiologie und Mikrobiologie bezeichnet die Virulenz (lateinisch virulentia, Adjektiv virulent, lateinisch virulentus = „giftig“, von lateinisch virus = „Gift“, daher etwa „Giftigkeit“) den Grad der Pathogenität (insbesondere Aggressivität und Toxizität) innerhalb einer Gruppe oder Spezies von Mikroorganismen zulasten einer spezifischen empfänglichen Wirtsspezies unter kontrollierten Bedingungen.
Im weiteren Sinne ist Virulenz die angeeignete und veränderliche relative Fähigkeit eines Pathogens eines bestimmten Genotyps, unter gegebenen Umweltbedingungen bei einem spezifischen Wirt eines bestimmten Genotyps in lebendes Gewebe einzudringen, sich dort zu vermehren und Schäden zu verursachen.
Die Virulenz ist eine quantitative Aussage und kann damit (relativ zu einem anderen Mikroorganismus) von sehr niedrig (wenig virulent) bis sehr hoch (hochvirulent) reichen oder ganz fehlen (avirulent). Wenn der Tod das einzige Kriterium für die Schwere der Krankheit ist, dann ist die Quantifizierung der Virulenz mit dem Fall-Verstorbenen-Anteil möglich (Letalität oder Mortalität).

## Maßzahlen und Charakteristik
Man kann experimentell mittels verschiedener Maßzahlen die Virulenz abschätzen, beispielsweise mithilfe
- der 50%-Infektionsdosis (Dosis, die in 50 % der Experimente zur Infektion führt),[5]
- der letalen Dosis 50 (diejenige Dosis von Mikroorganismen, die bei 50 % einer infizierten Wirtsspezies den Tod herbeiführt),[6]
- des epidemiologisch bestimmbaren Kontagiositätsindex (Maßzahl der Ansteckungsfähigkeit eines Pathogens),
- der Viruslast,
- eines Virulenztests (zur Ermittlung der kleinsten Keimmenge, die ein bestimmtes Versuchstier von einem bestimmten Gewicht in einem bestimmten Zeitraum zu töten vermag; Dosis letalis minima) oder
- des Pathogenitätsindex.

Die Virulenz eines bestimmten Erregerstammes gegenüber einem bestimmten Wirt wird charakterisiert durch
- die biologische Suszeptibilität (Reaktionsfähigkeit, Anfälligkeit, Empfindlichkeit, Permissivität des Wirts für den Erreger)
- die Resistenz des Wirtes (Widerstandsfähigkeit eines Lebewesens gegen schädliche Einflüsse der Umwelt)
- die Anzahl der infizierenden Mikroben (Infektionsdosis),
- die Haftfähigkeit dieser Mikroben (Tenazität und Kontagiosität),
- ihr Eindringungsvermögen,
- ihr Vermehrungsvermögen (Infektiosität),
- ihre Giftigkeit (Toxizität)[7] und
- ihre Fähigkeit, den Wirt zu schädigen und
- Abwehrsymptome hervorzurufen.[8]

## Definitionen
Virulenz ist die „schädliche Aktivität von Krankheitserregern im Organismus beziehungsweise die Gesamtheit ihrer krank machenden Eigenschaften.“ Unter der Virulenz versteht man die genetisch kontrollierte Fähigkeit eines Mikroorganismus, auf dem Wirtsgewebe (Schleimhaut oder Haut) zu haften und sich zu vermehren.
Besser wird die Virulenz als Ausprägungsgrad der pathogenen Potenz eines Erregers definiert. Die Virulenz ist ein Maß für die Fähigkeit eines Organismus, Krankheiten zu verursachen. Virulenz ist die unterschiedliche Angriffskraft von krankheitserregenden Mikroorganismen. Virulenz ist der Grad der Vermehrungsfähigkeit und der krankmachenden Eigenschaften eines Krankheitserregers in einer bestimmten Wirtsart. Virulenz ist die aktive Wirkung von Krankheitserregern oder die Infektionskraft eines Krankheitserregers, das heißt der Grad seiner Fähigkeit, in einen Organismus einzudringen, sich dort zu vermehren und ihn toxisch zu schädigen mit dem hieraus folgenden unterschiedlich schweren Krankheitsbild. Virulenz ist eine Aussage über Infektionskraft und Vermehrungsfähigkeit, welche Mikroben im Körper entwickeln. Früher definierte man die Virulenz als die „besonders hohe Infektionskraft und Giftigkeit bei Bakterien.“ Nach anderer Ansicht hat das Wort Virulenz zwei verschiedene Bedeutungen, Ansteckungsfähigkeit und Verbreitungsfähigkeit.
Für die Definition von Virulenz sei es laut manchen Autoren sinnvoll, anzunehmen, Virulenz sei auf zwei mikrobielle Faktoren zurückzuführen: Toxizität und Aggressivität (invasive Kraft). Die Aggressivität setzt sich aus Eindringen, Verbleib und Vermehrung des Pathogens zusammen. Beispielsweise sind Clostridium tetani oder Corynebacterium diphtheriae wenig aggressiv, aber sehr toxisch, während Streptococcus pneumoniae nur wenig toxisch ist.
Das zugehörige Adjektiv lautet virulent (lateinisch virulentus) mit den Bedeutungen aktiv, krankheitserregend, infektionskräftig, giftig und ansteckend. Es handelt sich um ein Kunstwort aus der Goethezeit. Das Gegenwort ist avirulent mit der Bedeutung gering schädlich.
 Bildungssprachlich wird das Fachwort virulent auch auf Bereiche außerhalb der Medizin bezogen und im Sinne von „sich gefahrvoll auswirkend“ verwendet.
Im 19. Jahrhundert hatte das Wort Virulenz einfach nur seine Grundbedeutung Giftigkeit, „neuerdings fast nur in Bezug auf die durch Reproduction im Körper wirksamen organischen Infectionsstoffe, zum Unterschied von den rein chemischen Giftwirkungen (Intoxicationen).“ „Virulenz: Giftigkeit, infectiöse Beschaffenheit.“

## Abgrenzung zur Pathogenität
Gelegentlich werden die Begriffe „Virulenz“ und „Pathogenität“ synonym verwendet, obwohl sie unterschiedliche Bedeutungen haben. Im Gegensatz zur Virulenz macht die Pathogenität eines Erregers, einer chemischen Substanz oder eines anderen Umwelteinflusses (des sogenannten Pathogens) Aussagen zur Fähigkeit, eine Krankheit überhaupt auszulösen. Abzugrenzen sind demnach die Virulenzfaktoren von den Pathogenitätsfaktoren.
Obwohl sowohl Pathogenität als auch Virulenz nur in einem anfälligen Wirt manifest werden können, ist Pathogenität eine diskontinuierliche Variable, das heißt, entweder liegt Pathogenität vor oder nicht, während Virulenz eine kontinuierliche Variable ist, das heißt, sie wird durch das Ausmaß der Schädigung (die durch ein Pathogen im Wirt verursacht wird) definiert. Virulenz ist im Gegensatz zur Pathogenität ein relatives Konzept. Es gibt kein absolutes Maß für die Virulenz und die Virulenz wird immer relativ zu einem anderen Mikroorganismus (z. B. einem attenuierten Stamm oder einer anderen Spezies) gemessen.
„Während der Begriff ‚Pathogenität‘ in jedem Einzelfall klar definiert werden kann, ist der Begriff ‚Virulenz‘ verschwommener und bedeutet einen mehr praktischen Sammelbegriff im Sinne von Infektionskraft. Eine verstärkte Virulenz kann vorgetäuscht werden bei großen Infektionsdosen oder bei reduziertem Allgemeinzustand des Wirtes.“
Für das pathogenetische Geschehen zum Beispiel bei der Tuberkulose sind die Virulenz des Tuberkelbakterienstammes, die Infektionsdosis und die Dauer der Exposition, dann aber vor allem die Resistenz und das Abwehrvermögen des Wirtsorganismus von Bedeutung.

## Virulenzfaktoren
Faktoren, die das Entstehen und die Ausprägung einer Infektion bestimmen, werden Virulenzfaktoren genannt. Sie determinieren die Fitness eines Krankheitserregers.

## Quantifizierung der Virulenz bei neuen Infektionskrankheiten
Es gibt zwei Möglichkeiten, in der frühen Phase einer Pandemie die Virulenz der Infektion, durch die eine neue Infektionskrankheit ausgelöst wurde, zu bewerten:
- Erstens das Erforschen der Anwesenheit von spezifischen genetischen Markern des Virus. Wenn beispielsweise ein neues Influenzavirus möglicherweise das Potenzial hat, eine Pandemie auszulösen, sollte überprüft werden, ob das PB1-Gen vorliegt, das mit schwerer Influenza assoziiert ist. Bei Abwesenheit eines bekannten Markers, wie beim Influenza-A-Virus H1N1, bedeutet dies jedoch nicht notwendig, dass das Virus gutartig ist.
- Virulenz kann quantifiziert werden als Anteil der Personen mit einer bestimmten Krankheit (Fälle), die an dieser Krankheit sterben, also durch den Fall-Verstorbenen-Anteil (Mortalität).

## Lebendimpfstoffe
Bei Lebendimpfstoffen muss die Virulenz, also die schädigende Aktivität der Erreger, deutlich herabsetzt sein. Das nennt man Abschwächung, Virulenzminderung, Attenuation oder Attenuierung.